# Ocell ratolí comú
L'ocell ratolí comú (Colius striatus) és una espècie d'ocell de la família dels còlids (Coliidae) que habita boscos poc densos de l'Àfrica central, oriental i meridional, des de Nigèria cap a l'est fins a Eritrea, i cap al sud fins a Sud-àfrica, quedant absent de Namíbia.